# Kościół św. Rocha w Lipkowie
Kościół pw. Świętego Rocha w Lipkowie – kościół znajdujący się w Lipkowie w województwie mazowieckim, w powiecie warszawskim zachodnim, w gminie Stare Babice.
Murowany Kościół w stylu klasycystycznym wzniesiono w 1792 roku według projektu Hilarego Szpilowskiego. W latach 1951–1952 odbudowany po zniszczeniach i erygowany pod wezwaniem Świętego Rocha.

## Historia kościoła pw. Świętego Rocha w Lipkowie
- 1792 r. – rozpoczęcie budowy kościoła według projektu Hilarego Szpilowskiego z fundacji Jakuba Paschalisa Jakubowicza
- XX/XXI w. – postępujące zaniedbanie i dewastacja budynku
- 1950–1952 – odbudowa kościoła w Lipkowie ze stanu ruiny i erygowanie parafii